# 波特蘭級重巡洋艦
波特蘭級巡洋艦（Portland class cruiser）是美國海軍的條約型重巡洋艦，与前级北安普頓級重巡洋艦（9,000t）相比，波特蘭級巡洋艦要大上许多，它排水量超过10,000t，同时加厚了裝甲以改善前級防禦力不足問題。装备武器与前级相同，拥有9門8吋55倍徑主砲、8門5吋25倍徑高砲与8座.50機槍。该型舰共建造兩艘。太平洋戰爭末期印第安那波里斯號（CA-35）被擊沉，波特蘭號（CA-33）戰後除役解體。
波特兰号参加了大量的战役，包括珊瑚海海战、中途岛战役和瓜达尔卡纳尔战役，在这些战役中它曾遭到严重破坏，但仍然能够重回现役。后来它参加了莱特湾海战和冲绳战役。印第安纳波利斯号在战时曾担任过舰队旗舰，在菲律宾海海战和硫磺岛战役中作战。1945年7月30日，在运送美国核武器小男孩和胖子的部件之后，它被日本潜艇I－58袭击。由于一系列的错误与沟通的不顺畅，受损的印第安纳波利斯号在受袭击后几天都没被海军救援，它的1116名船员中只有317名幸存下来，这也是美国海军史上最大的一次单一舰艇人员损失。

## 背景
波特兰级是继《华盛顿海军条约》之后由美国海军建造的第三型重巡洋舰。第一批“条约巡洋舰”是于1926年下订的两艘彭萨科拉级，其强调武器和速度，而牺牲了防护。紧随其后的是下订于1927年的六艘北安普顿级，其装甲较前型更厚实，并首先使用了三座三联装炮塔的配置，这成为了之后美国海军重巡洋舰的标准配置。波特兰级是对彭萨科拉级和北安普敦级设计的修改。
在1930财年美国海军订购时，波特兰级最初被指定为轻巡洋舰，并给予船体分类编号CL。后由于其武器装备，根据伦敦海军条约，于1931年7月1日被重新命名为重型巡洋舰并重新赋予编号CA。最初，波特兰级预计建造八艘。但最终只有两艘被划为波特兰级，剩下的六艘最终被改造为下一级重巡洋舰新奥尔良级。

## 設計
在建造时，波特兰级重巡洋舰总体长度为186米，水线处长180.44米，舰宽19.66米。其设计的标准排水量为10258吨，满载排水量为12755吨。然而建成的两艘战舰并未达到这个排水量，实际上分别是9800吨和9950吨。该型舰有两个与众不同的倾斜烟囱、一个三脚前桅、一个小塔和柱顶桅杆。在1943年，每艘船的第二个烟囱前增加了轻型三角桅杆，而一个突出的指挥塔被安装在了船尾。

## 武裝及性能
波特兰级的武装，航空和火控设备基本沿袭了之前的六艘北安普顿级，主要武器采用了MARK 9 55倍径203毫米主炮（3×3）和8门25倍径127毫米副炮（8×1）以及8门12.7毫米机枪（8×1），没有装备鱼雷发射系统，主炮采用前二后一的设置方式（舰首两座主炮采用背负式设计），副炮在后烟囱两侧各设置两座，后部建筑与后桅之间的甲板两侧各设置两座（初期还拥有两门QF3磅炮）。两舰在战争爆发后均接受了防空火力的强化改装，至1945年，两舰均装备了24门博福斯40毫米防空炮（波特兰号上为四座四联装和四座双联装，而印第安纳波利斯号则是六座四联装）和12门厄利孔20毫米防空炮。主炮火控雷达也升级为更加先进的MK8型,还装备了SK对空雷达和SG对海雷达。水上飞机采用柯蒂斯公司的SOC海鸥式水上飞机，由舰体中部两舷的两座弹射器负责起飞，正常编制下可携带4架（旗舰拥有5架），战争后期由于雷达技术的成熟以及改装后的重量增加削减至2架。
装甲方面，由于之前的彭萨科拉级和北安普顿级排水量低于华盛顿海军条约中规定的10000吨，因此波特兰级将更多的吨位用于了装甲防护的加强上，获得了更加优秀的防御能力。装甲带，甲板和指挥塔的装甲厚度均有增加。
轮机设备沿用了北安普顿级的设计思路（波特兰号安装了亚罗式锅炉，印第安纳波利斯号则安装了怀特-福斯特式锅炉），主机仍采用帕森斯式蒸汽轮机，虽然排水量有所增加而输出功率不变，但由于舰体长宽比增加，最大航速依旧和北安普顿级持平，续航力则通过燃料携带量的增加得到了保证。
总体而言，波特兰级的设计思路符合了当时美国海军的重巡洋舰思路：负责在战列部队前方侦查敌方动向并挫败敌方袭击部队对主力舰队的干扰，相较于前级的北安普顿级拥有了更强的装甲防护，因此更加适合任务需要，两舰在二战的太平洋战场上均发挥了巨大作用。

## 同級艦
| 舷號  | 艦名             | 建造商     | 下水          | 服役           | 結局                                |
| ----- | ---------------- | ---------- | ------------- | -------------- | ----------------------------------- |
| CA-33 | 波特蘭號         | 伯利恆鋼鐵 | 1932年5月21日 | 1933年2月23日  | 1946年7月12日除役                   |
| CA-35 | 印第安納波利斯號 | 紐約造船廠 | 1931年11月7日 | 1932年11月15日 | 1945年7月30日被日本潛艇發射魚雷擊沉 |